# Galera (Grenade)
Pour les articles homonymes, voir Galera.
Galera est une commune espagnole de la communauté autonome d'Andalousie, dans la province de Grenade. En 2012, elle compte 1 243 habitants.

## Administration
| Période                                  | Période | Identité | Étiquette | Qualité |
| ---------------------------------------- | ------- | -------- | --------- | ------- |
| N/A                                      | N/A     | N/A      | N/A       | Maire   |
| Les données manquantes sont à compléter. |         |          |           |         |